# یک دادستان خشن
یک دادستان خشن (انگلیسی: A Violent Prosecutor; کره‌ای: 검사외전) یک فیلم جنایی سال ۲۰۱۶ کره جنوبی به کارگردانی لی ایل هیونگ و به تهیه‌کنندگی گوک سا ران و با بازی هوانگ جونگ-مین و گانگ دونگ-وون است. این فیلم در ۳ فوریه ۲۰۱۶ در کره جنوبی توسط شوباکس منتشر شد.

## بازیگران
- هوانگ جونگ-مین در نقش بیون جه ووک
- گانگ دونگ-وون در نقش چی وون
- لی سونگ مین در نقش جونگ گیل، دستیار دادستان کل
- پارک سونگ وونگ در نقش یانگ مین وو
- کیم بیونگ-اوک در نقش رئیس پارک
- هان چه یونگ در نقش جانگ هیون سوک
- کیم اونگ سو در نقش کانگ یونگ شیک
- شین سو یول در نقش کیم ها نا
- پارک جی هوان در نقش چول گو
- پارک هون در نقش زیردست چول گو
- چا بو سونگ در نقش یک دادستان
- شین هه سون در نقش یون آه